# フレドリック・ケシアコフ
フレドリック・ケシアコフ（Fredrik Kessiakoff、1980年5月17日 - ）は、スウェーデン、ナッカ出身の自転車競技選手。

## 来歴
マウンテンバイクレースのクロスカントリー (XC) がレースキャリアのスタート。国内選手権のクロスカントリーにおいては、2003年、2006年、2007年、2008年と4度制覇。2006年の世界選手権自転車競技大会では3位、2008年の北京オリンピックでは17位となっている。
2009年にフジ・セルベットと契約、ロードレース主体の活動にシフトした。2010年ガーミン・トランジションズに移籍、2011年よりアスタナに所属。
2012年のツール・ド・フランス 第8ステージ (山岳) では中盤から単独で逃げていたが、最後のカテゴリー1級の上りで、追走していたティボー・ピノ (同ステージ優勝) に頂上手前でパス、下り切って平坦になった所でマイヨ・ジョーヌ集団に吸収される。ステージ優勝は逃したが山岳カテゴリー2級のトップ通過でポイントを重ね、前日までのクリス・フルームに代わり1ポイント差で山岳賞を獲得、積極的な逃げが評価され敢闘賞も獲得した。

## 主な成績

### 2009年
- ツール・ド・ランカウイ 総合4位
- ジロ・デ・イタリア 総合50位
- ブエルタ・ア・エスパーニャ 総合72位
- ツール・ド・ロマンディ 総合9位

### 2011年
- オーストリア一周 総合優勝

### 2012年
- ツール・デュ・オー・ヴァル 総合9位
- ツール・ド・スイス 第6ステージ個人タイムトライアル (ITT) 優勝
- ツール・ド・フランス
  - 山岳賞部門 2位
  - 第8ステージ敢闘賞
- ブエルタ・ア・エスパーニャ・第11ステージ(ITT) 優勝
- ロードレース世界選手権
  - ITT 5位
  - 個人ロードレース 15位
- ミラノ〜トリノ 3位
- ジロ・ディ・ロンバルディア 10位
- ジロ・デッレミリア 2位